# (100133) Demóstenes
(100133) Demóstenes es un asteroide perteneciente al cinturón exterior de asteroides, descubierto el 15 de septiembre de 1993 por Eric Walter Elst desde el Observatorio de La Silla, Chile.

## Designación y nombre
Designado provisionalmente como 1993 RG14. Fue nombrado en honor a Demóstenes, famoso orador de la antigua Atenas considerado por Cicerón como el más grande entre todos los oradores.

## Características orbitales
Demóstenes está situado a una distancia media del Sol de 3,950 ua, pudiendo alejarse hasta 4,767 ua y acercarse hasta 3,132 ua. Su excentricidad es 0,206 y la inclinación orbital 2,564 grados. Emplea 2867 días en completar una órbita alrededor del Sol.

## Características físicas
La magnitud absoluta de Demóstenes es 14,3. Tiene 9,405 km de diámetro y su albedo se estima en 0,046.